# Himno a Barbastro

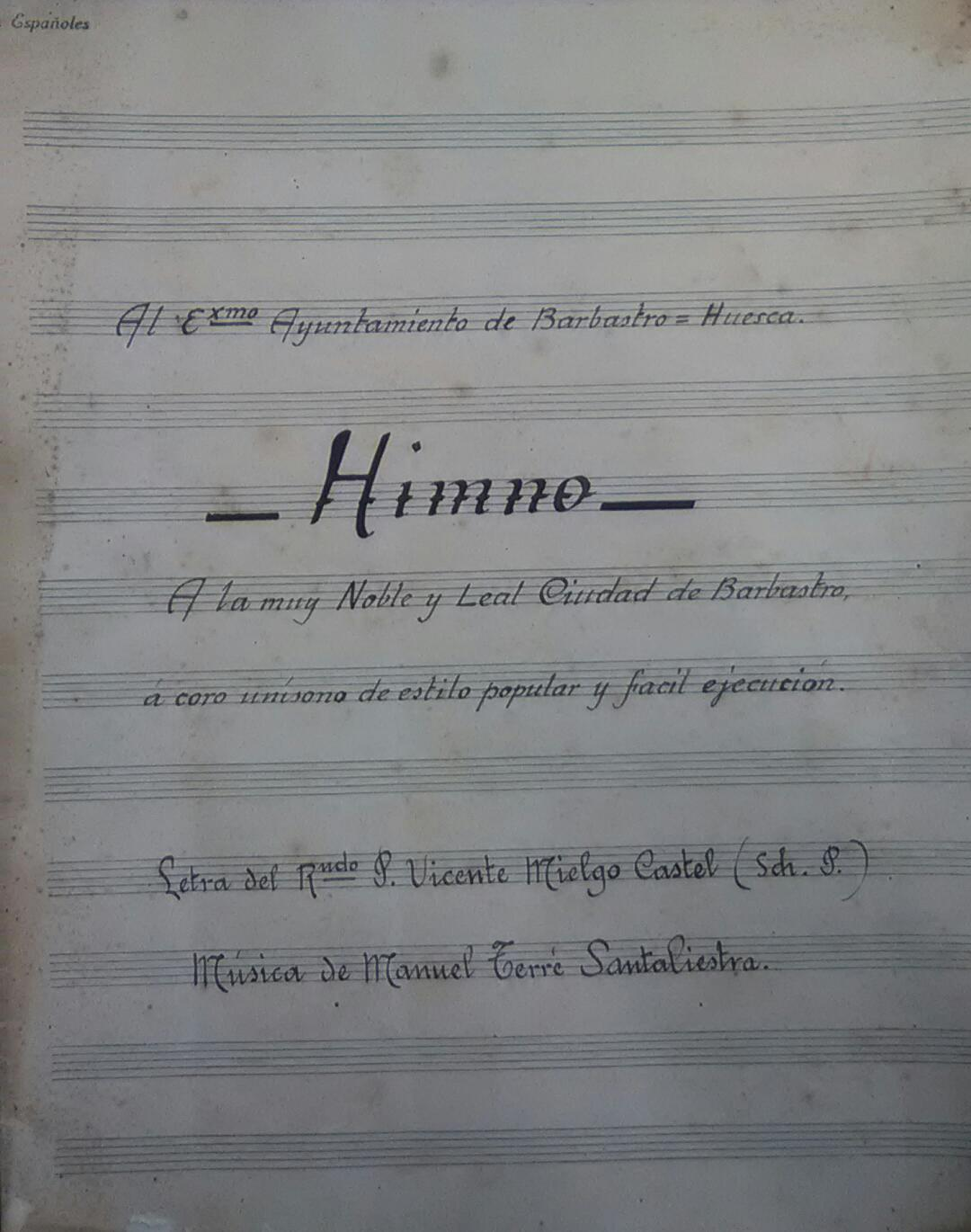
Portada del Himno

El Himno a Barbastro es una composición musical escrita en honor de la ciudad de Barbastro por el músico barbastrense Manuel Terré Santaliestra, con letra del Reverendo P. Vicente Mielgo Castel, entonces profesor de la Escolanía de las Escuelas Pías de Barbastro. El himno fue arreglado para banda por Miguel Bellosta, el entonces director de la Banda Municipal de Barbastro, y fue estrenado el 7 de septiembre de 1929. La tonalidad principal es Si bemol mayor, aunque su sección central está en Mi bemol mayor.

## Historia
El 20 de enero de 1925 se estrenó en Palencia lo que se convertiría en el himno oficial de esa ciudad. La composición fue a cargo del maestro Guzmán Ricis, con letra del escritor Ambrosio Garrachón Bengoa. Tiempo después, la partitura del himno llegó a las manos de Manuel Terré, y, tras estudiarla detenidamente, decidió crear algo similar para su querida ciudad natal, Barbastro.

## Análisis
En la portada se puede leer: Himno a la muy Noble y Leal Ciudad de Barbastro, a coro unísono de estilo popular y fácil ejecución. Se trata, por tanto, de una obra escrita para coro con acompañamiento instrumental, y dedicada a la Ciudad de Barbastro y a todos sus habitantes.
Para escribir esta obra, Terré tomó inspiración tanto de la música culta que él conocía, como de la música popular que se podía escuchar por las calles de la ciudad.
Para la introducción (Tiempo de Marcha), tomó el motivo principal de la cantata Landkjenning (Observación de la tierra) Op. 31, escrita el año 1872, por el noruego Edvard Grieg, un compositor del que Terré era ferviente admirador. A continuación, en la entrada de las voces (Triunfal), se puede escuchar un motivo de la Jota aragonesa, aunque disfrazado de marcha triunfal. Después, aparece un tema (Con entusiasmo) que pretende expresar el aspecto más poético de Barbastro, produciendo al mismo tiempo la ilusión de alegría que el pueblo siente al escuchar un pasacalle interpretado por una Banda Militar. Luego se repite, pero incorpora una aguda melodía, que se trata del motivo de la Jota en disminución. El tercer tema, de carácter bélico, sirve de homenaje al general Ricardos, así como a los hermanos Argensola. A continuación hay una transición, donde se vuelve a usar el motivo de la introducción, y modula a la tonalidad de Mi bemol mayor, para recibir la sección central (Grave - Majestuoso). El motivo principal de esta sección está tomado del I hjemmet (En mi patria) Op. 43 N.º 3 de las Lyriske stykker (Piezas líricas), escritas en 1886, también por Grieg, pero revestido de cierta religiosidad conforme a la letra del Himno. Después, hay unos compases de transición para volver a la tonalidad principal, y en ello vuelve a aparecer el motivo de la Jota Aragonesa. A continuación, se vuelve a escuchar el tema del pasacalle (Con entusiasmo), juntamente con el motivo de la Jota en disminución. Finalmente, hay una coda que vuelve a incorporar los motivos del tercer tema; va subiendo de intensidad hasta llegar a un acorde de dominante, que se resuelve con la repetición de la introducción, y con los acordes finales.

## Ejecuciones del Himno
Su estreno se dio el día 7 de septiembre de 1929, en la plaza de toros de Barbastro, con la Banda Municipal de la ciudad, durante el Gran Festival de Jota, dentro de las fiestas de septiembre de ese año. El día siguiente se repitió, esta vez en el Teatro Principal. La obra fue un éxito y el público la aplaudió con entusiasmo.
Un año más tarde, el día 23 de noviembre de 1930, la Banda Municipal de la ciudad realizó un concierto que, entre todas las obras, había el Himno a Barbastro.
Después de la guerra, tuvieron que pasar bastantes años hasta que el 15 de diciembre de 1956, durante la clausura de las Clases de Adultos, que tuvo lugar en el Grupo Escolar de Niños, la Coral de la Clase entonó una vez más el Himno.
En el año 2018, un familiar del compositor recuperó la partitura, conservada en el archivo musical de la Catedral de Barbastro, e hizo un arreglo actualizado para la actual Banda municipal. Les presentó el proyecto y accedieron a reestrenar la obra, 90 años después de su primera ejecución. Se pudo escuchar el 9 de noviembre de 2019 a las 20 horas, durante el Concierto de Santa Cecilia en el Centro de Congresos de Barbastro. El 15 de febrero de 2020 se volvió a interpretar juntamente con la Coral Barbitanya.